# Никон (Рклицький)
Архієпископ Нікон (у світі Микола Павлович Рклицький; 4 грудня 1892, село Борки, Чернігівський повіт, Чернігівська губернія - 4 вересня 1976, Бронкс, Нью-Йорк) - єпископ Російської православної церкви закордоном, архієпископ Вишингтонський і Флоридський. Перший заступник Голови Архієрейського Синоду Руської Православної Церкви Закордоном. Монархіст-легітиміст, учасник білого руху.

## Біографія

### В Росії
Народився 4(16) грудня 1892 року в селі Борки Чернігівської губернії в сім'ї священика Павла Рклицького та його матінки Єлизавети, уродженої Корсакевич. Прізвище Рклицький, як розповідав архієпископ Никон, має слов'янське коріння і походить від річки Рклик у Чехії. Ймовірно, хтось із предків Владики переселився з Богемії до Чернігівських місць.
За власними спогадами, підростаючи, «він знав усіх священиків в окрузі і пам'ятав як, коли батько його був живий, всі вони цікавилися хлопчиком і були ласкаві до нього, але після смерті батьків ніхто з них про нього більше не згадував». У дитинстві мав справжній мотоцикл, що в ті дні було найбільшою рідкістю.
Вступив до Чернігівської духовної семінарії, «яка була через дорогу від відомого Єлецького монастиря». В 1911 закінчив семінарію і після цього вступив на юридичний факультет Київського університету, який закінчив в 1915 року.
У тому ж році призначений до Військового слідчого управління. Одночасно проходив курси в Миколаївській артилерійській школі в Києві та в Олександрівській Військово-Юридичній Академії у Санкт-Петербурзі.
Як артилерійський офіцер брав участь у Першій світовій війні 1914-1917 роки. У 1918-1920 роки - учасник громадянської війни на боці білих. У 1918 році служив у складі російської добровольчої батареї у Києві. Потім служив у Збройних Силах Півдня Росії під управлінням Головного військового прокурора. З 13 липня 1919 - поручник, потім - штабс-капітан.
В 1920 евакуювався з Криму і проживав у Белграді.

### У Югославії
З 1921 року жив у Сербії. За власними спогадами, «був період, коли він відійшов від Церкви і був менш активним, але зблизившись із митрополитом Антонієм (Храповицьким), він знову почав брати живу участь у житті Церкви». Закінчив місіонерсько-богословський курс у Белграді.
Живучи в Югославії, пером продовжив боротьбу проти комунізму, редагуючи у 1925-1928 роках у Белграді газету «Російський військовий вісник» (Видання Ради об'єднаних офіцерських товариств: IV відділ РОВС). У 1928—1939 роках, переконаний монархіст, редагував газету «Царський вісник» (Орган народного руху за відновлення Престолу Православного Царя-Самодержця). У 1940-1941 роки був редактором "Російського народного вісника".
Працюючи журналістом, тісно співпрацював із Митрополитом Антонієм (Храповицьким) у церковно-літературному відділі, записував та публікував його роботи. Писав багато статей з церковного управління та богословських питань. Виступав на захист канонічності церковної позиції Архієрейського синоду Російської Зарубіжної Церкви у зв'язку з відокремленням від неї митрополита Євлогія (Георгієвського) і Феофіла (Пашковського), а також припущень з боку Заступника Патріаршого Місцеблюстителя Сергія (Страгородського) та Тимчасового патріаршого священного синоду при ньому. За спогадами єпископа Василя (Родзянко): «Навколо митрополита Антонія зібралися М. Рклицький, П. Лопухін, Г. Граббе. Все це оточення все ще мислило у стилі та дусі Св. Синоду петербурзького періоду, забувши, що треба інакше. Синодали стверджували: „Ми центр, усі повинні нас слухати“».
З 14 по 24 серпня 1938 був учасником Другого всезакордонного собору РПЦЗ , де порушив питання про канонізацію імператора Миколи II, але питання залишено без наслідків. В 1939 видав «Дії Зарубіжного Собору Російської (синодальної) Церкви, що відбувся в Сремських Карлівцях в 1938».

### Священицьке служіння
Вирішивши повністю присвятити себе церковному служінню, 7 жовтня 1941 року у Белграді у віці 48 років Першоієрархом РПЦЗ митрополитом Анастасієм (Грибановським) пострижений у чернецтво з ім'ям Никон на честь преподобного Никона Радонезького. 1/14 жовтня того ж року він був висвячений на ієродиякона, а 4 грудня/21 листопада - на ієромонаха, і став нести пастирське служіння у Свято-Троїцькій церкві в Белграді при російському корпусі.
У лютому 1942 року ієромонах Нікон наказом по Російському корпусу був призначений священиком у резервний батальйон у Белграді.
У жовтні 1944 року під час битви за містечко Чачак ігумен Нікон був легко поранений, а диякон Вассіан - убитий. Тоді ж був евакуйований з Белграда до Німеччини і приписаний до митрополита Анастасія в Карлсбаді.
1 січня 1945 став старшим священиком Російського корпусу.
У квітні 1945 року приєднався до Братства преподобного Іова Почаєвського і разом з ним був переправлений до Швейцарії.
З серпня 1945 до від'їзду з Європи був секретарем митрополита Анастасія (Грибановського). У критичний перехідний час відновлення діяльності Архієрейського Синоду Російської Зарубіжної Церкви після війни здійснював зв'язок між Митрополитом Анастасієм, тими, хто шукав притулок у Німеччині, і парафіями та єпархіями у Західній Європі та у Північній та Південній Америці.
У травні 1946 був зведений в сан архімандрита.
У грудні того ж року він прибув до США разом із групою 12 ченців із Братства преподобного Іова Почаєвського, які були прийняті архієпископом Східно-Американським та Канадським Віталієм (Максименко) у Свято-Троїцький монастир у Джорданвіллі й отримав призначення секретарем архієпископа. До обов'язків архімандрита Нікона входило також створення нових парафій.
На початку 1947 року у Свято-Троїцькому монастирі було відновлено видання журналу «Православна Русь», у якому архімандрит Нікон друкував свої статті, і також надсилав короткі нотатки про церковне життя Російського зарубіжжя, про яку дізнавався, працюючи з кореспонденцією з різних місць і країн в єпархіальної канцелярії.

### Єпископське служіння у США
27 червня 1948 року в день великого освячення Олександро-Невського храму в Лейквуді в Нью-Джерсі був хіротонізований на єпископа Флоридського, вікарія Північно-Американської та Канадської єпархії. Хіротонію здійснили: архієпископ Віталій (Максименко), архієпископ Тихон (Троїцький) та єпископ Серафим (Іванов).
28 червня 1948 року в Єпархіальному управлінні в Бронксі відбулася нарада єпископів, на якій було прийнято рішення створити Свято-Троїцьку семінарію в Джорданвіллі, штат Нью-Йорк. Єпископ Никон був серед перших викладачів нової семінарії, читаючи лекції з морального та пастирського богослов'я.
Використовуючи свій досвід журналіста, утворив друкарню при єпархіальному управлінні і в 1953 почав видавати журнал «Єпархіальні Відомості».
В 1959 призначений керуючим Східно-Американської єпархії зі зведенням в сан архієпископа.
По кончині архієпископа Віталія (Максименко) 8 березня 1960 року очолив Свято-Володимирське Товариство і Будівельний Комітет зі спорудження розпочатого в 1940 році Свято-Володимирського храму-пам'ятника в Джексоні, Нью-Джерсі, на фермі РООВА і прийняв титул Вашингтонського та Флоридського та секретаря Архієрейського Синоду РПЦЗ. Обов'язки залишалися на ньому самі, як і при Архієпископі Віталії.
Митрополит Анастасій (Грибановський), відчуваючи, що йому вже не під силу подальше управління Російською Зарубіжною Церквою, оголосив про своє рішення піти на спокій і запропонував обрати йому наступника. На зібраному з цією метою Архієрейському Соборі після довгих дебатів голоси майже рівно розділилися між архієпископом Іоанном (Максимовичем) та архієпископом Никоном (Рклицьким). Щоб уникнути розколу 27 травня 1964 року новим Першоієрархом РПЦЗ було обрано наймолодшого за хіротонією ієрарха, єпископа Брісбенського Філарета (Вознесенського). Архієпископи Іоанн і Никон стали заступниками Голови Архієрейського Синоду РПЦЗ.
17 липня 1968 року в храмі-пам'ятнику Миколі II і царській сім'ї в Брюсселі, в день 50-річчя розстрілу царської сім'ї, вчинив за розпорядженням Архієрейського Синоду Російської зарубіжної церкви заочне відспівування Миколи II та його сім'ї, а також усіх . Раніше подібне відспівування не відбувалося, тому що російська еміграція не мала достовірних відомостей про загибель царської сім'ї. 31 грудня 1968 року провів літургію при відвідуванні храму-пам'ятника Володимиром Кириловичем, якого привітав як Главу Російського Імператорського Дому.

За спогадами єпископа Ієроніма (Шо):

Владика Никон глибоко вірив у майбутнє воскресіння Росії, російської монархії, та ще й у те, що колись Росія займе чільне місце у світі. Він також був упевнений у тому, що церковний поділ, який виник у Російській Православній Церкві у XX столітті, прийде до кінця і що центр нашої Церкви знову буде в Росії. При цьому Владика був великим прихильником місіонерської роботи серед нероссіян. Він поєднував у собі служіння гарячого російського патріота-монархіста та місіонера. <…>
Владика Никон підтримував здійснення «місіонерських» богослужінь іншими мовами, ідею відновлення західного православ'я, і навіть припускав новий календар у неросійських громадах. Нерідко надходили прохання про дозвіл вінчання в суботу або в піст, і Владика завжди намагався з пастирською любов'ю сприяти цьому. Все це він робив з метою поширення Віри Христової та збереження російських емігрантів та їхніх нащадків в межах Святої Церкви.
Владика з батьківською любов'юставився до всіх. Він завжди був люб'язним, добрим і доступним, на листи він неодмінно відповідав сам. Коли він відвідував парафії, Владика завжди закликав паству підтримувати своїх священиків. Таку саму любов Владика виявляв і до священиків, які несли своє служіння поза Російською Зарубіжною Церквою. <…>
Але у випадках, коли це потрібно, Владика виявляв також і необхідну твердість.

Помер 4 вересня 1976 від серцевої недостатності в парафіяльному будинку при Вознесенському соборі на 1841 Bathgate Avenue в Бронксі.
Панахида відбулася 7 вересня того ж року в Синодальному Соборі Знамення Божої Матері в Мангеттені. Похований у нижній церкві Свято-Володимирського Храму-Пам'ятника, поряд зі своїм попередником, архієпископом Віталієм (Максименко).

## Твори
Автор книги Короткий життєпис Блаженнішого Антонія, митрополита Київського та Галицького (Белград, 1935), а пізніше - багатотомного видання Життєпис Блаженнішого Антонія, митрополита Київського та Галицького. Нью-Йорк (10 томів біографії та 7 томів творів, виданих у 1956 - 1969). За оцінкою історика Андрія Кострюкова: «Можна сміливо сказати, що без використання цього дослідження будь-яка робота про Зарубіжну Церкву буде неповною. У „Життєписі…“ досить докладно йдеться про історію Російської Православної Церкви закордоном, вказані основні віхи її шляху. У книзі можна знайти чимало цікавих документів щодо життя Зарубіжної Церкви. Тут же наведено й різні статті, що належать митрополиту Антонію і належать до подій того часу. Багато статей, свого часу опублікованих у зарубіжних виданнях, нині залишаються для російського дослідника недоступними. Цей твір архієпископа Никона дозволяє ознайомитися з цими матеріалами. Однак у цієї праці є й недоліки, перш за все, вкрай некритичне ставлення автора як до особистості митрополита Антонія, так і до дій Архієрейського Синоду. Хоча книга і не містить різких випадів проти Церкви в Росії і вірних митрополиту Сергію ієрархів, архієпископа Никона можна дорікнути тому, що його противники — Троїцький і Стратонов, а саме в небажанні поглянути на ситуацію очима представників іншого табору. Намагаючись надати книзі велику переконливість, автор наводить безліч документів, проте забуває навести ті, що говорять проти Зарубіжної Церкви. Замовчує архієпископ та невигідні для РПЦЗ моменти».
У 1975 році за рік до своєї кончини видав збірку своїх статей та проповідей під назвою «Моя Праця у Винограднику Христовому». У 1993 році вийшов у світ другий том проповідей і статей: «Моя праця у винограднику Христовому. Збірник статей та проповідей. - Джорданвілль, NY: Друкарня преп. Іова Почаєвського. - 1993».

## Публікації
- Краткое жизнеописание блаженнейшего Антония, митрополита Киевского и Галицкого [Текст] / Н. П. Рклицкий. — Белград : [б. и.], 1935. — 46 стр.
- Утѣшение въ скорбяхъ. Вып. I. (Доклад, прочитанный въ Братствѣ памяти о. Іоанна Кронштадтскаго и въ общемъ собраніи Русскаго Охраннаго Корпуса). Бѣлград 1943. 21 стр.
- День всеобщего покаяния и поста 4—17 июля 1918—1958 / Еп. Никон (Рклицкий). — Нью-Йорк: Северо-Амер. и Канад. епархия, 1958. — 39 с. : портр.;
- Жизнеописание блаженнейшего Антония, митрополита Киевского и Галицкого:
  - Т. 1: От рождения по вступления на Уфимскую кафедру, 1863—1900. — 1971. — 227, 42 с. : портр.
  - Т. 2: Архипастерское служение на Уфимской и Волынской кафедрах, 1900—1914. — 1957. — 352, [3] с., [1] л. портр.
  - Т. 3: Всероссийские церковные труды, 1904—1913. — 1957. — 286 с.
  - Т. 4: На Харьковской кафедре. Догмат искупления. Всероссийский церковный собор (1917—1918). На Киевской кафедре, 1914—1920. — 1958. — 335 с.
  - Т. 5: В эмиграции, 1920—1936 гг.,. ч. 1: Организация русской церковно-общественной жизни за границей России, после эвакуации из Крыма в 1920 году. Богословское творчество и его критика. — 1959. — 336 с.
  - Т. 6: Русский заграничный церковный собор 1921 года. Гонения на Русскую Православную церковь в С. С.С. Р. и заключение патриарха Тихона. Защита Русской Православной церкви. Освобождение и кончина патриарха Тихона. Декларация митрополита Сергия о признании советской власти и ее последствия. Русская Православная церковь за границей после декларации митрополита Сергия. — 1960. — 319 с.
  - Т. 7: Русская церковная смута за границей. — 1961. — 424 с.
  - Т. 8: Опыт Христианского Православного катехизиса. Догмат искупления. К вопросу об истолковании Догмата искупления. Мысли, высказанные в проповедях 1935/6 г. — 1961. — 351 с.
  - Т. 9: Мысли и суждения о русском народе, об Евразийстве, о Братстве русской правды. А. С. Пушкин. Ф. М. Достоевский. Царская власть и Св. Православие. Христолюбивое русское воинство. Русской молодежи. — 1962. — 352 с
  - Т. 10: Владыка Антоний и русская эмиграция на Дальнем Востоке. Восточные Православные церкви. Важнейшие архипастерские послания. Распоряжения обще-церковного характера. Господь есть Бог ревнитель. О книжке Ренана. Некрологи. О еврейском вопросе. 50-летний юбилей священнослужения. Последняя земная Пасха. Митрополит Антоний в своих последних проповедях. Кончина и погребение. Тайна личности митрополита Антония и его значение для православного славянства. — 1963. — 272 с.
  - Т. 14: Нравственное учение православной церкви : Изложено при крит. разборе учений гр. Л. Н. Толстого, В. С. Соловьева, римско-католической церкви и Э. Ренана / Митр. Антоний. — 1967. — 429 с.
  - Т. 16: 1. Согласование евангельских сказаний о воскресении Христовом и статьи: О загробной жизни и вечности мучений, Письмо к священнику о научении молитве, Изъяснение евангельской притчи о домоправителе неправды, Иудино лобзание и другие статьи в пяти отделах. 2. Психологические данные в пользу свободы воли и нравственной ответственности / Митр. Антоний. — 1969. — 356 с.
- Мой труд в винограднике Христовом : сб. ст. и проповедей : (к 25-летию архиер. служения 1948—1973) / Архиеп. Никон (Рклицкий). — [Б. м.] : Вост.-Амер. и Нью-Йорк. епархия, 1975. — 23 см. Т. 2. — 1993. — 196, [10] с. : ил., портр.
- Митрополит Антоний [Храповицкий] и его время, 1863—1936 / Архиеп. Никон [Рклицкий]. — Нижний Новгород : Братство во имя св. Александра Невского, 2003 — (Н. Новгород : ГИПП Нижполиграф). — 21 см; ISBN 5-88213-060-3
  - Кн. 1. — 2003 (Н. Новгород : ГИПП Нижполиграф). — 716 с. : ил.; ISBN 5-88213-055-7
  - Кн. 2. — 2004 (Н. Новгород : ГИПП Нижполиграф). — 741 с. : ил.; ISBN 5-88213-056-5
  - Кн. 3. — 2012. — 774 с. : ил.; ISBN 978-5-905472-04-6 (в пер.)